# Geschiedenis van Andorra

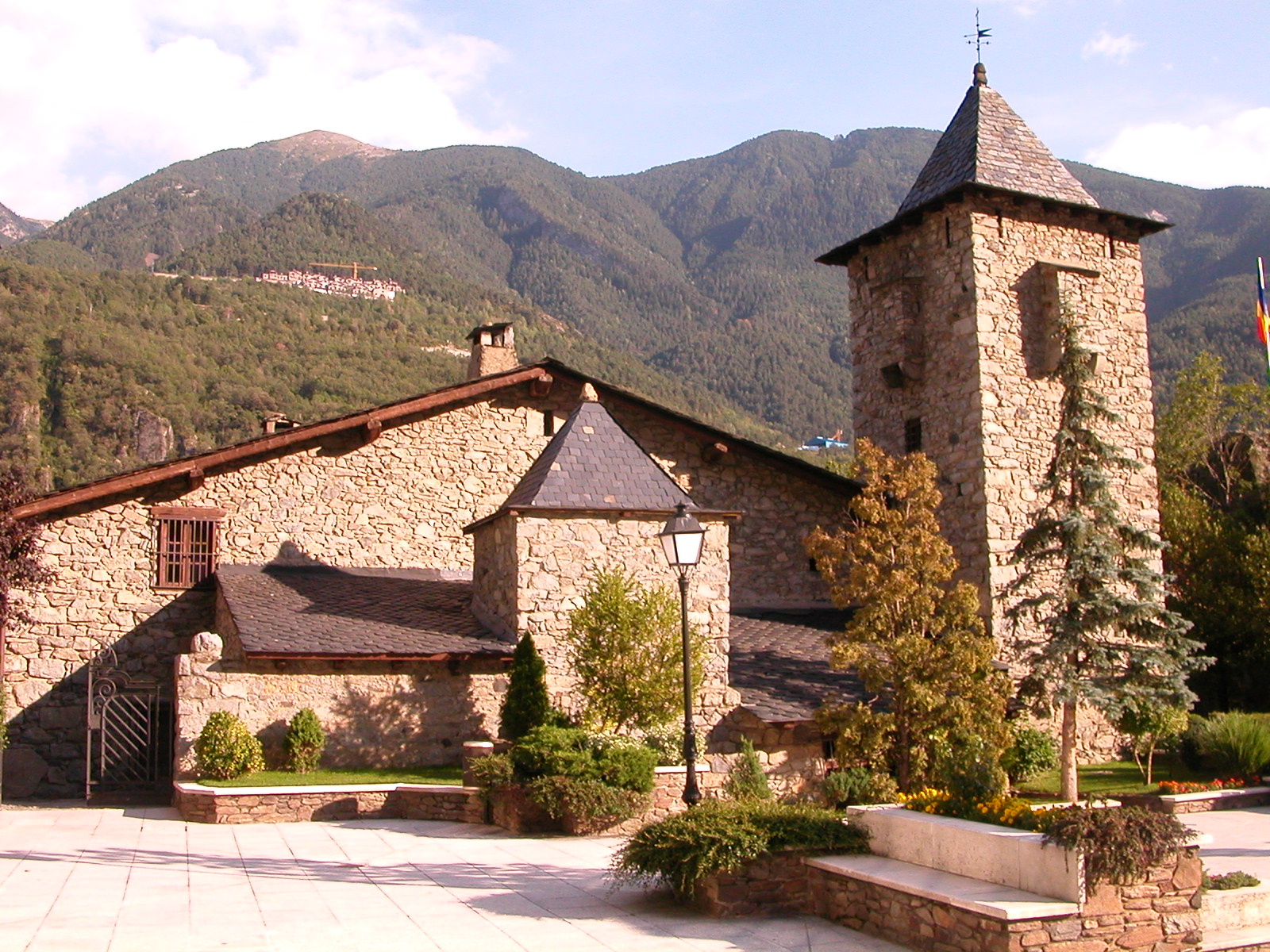
Parlementszetel

Andorra is een klein staatje tussen Frankrijk en Spanje. De eerste sporen van menselijk leven gaan terug tot het einde van de laatste ijstijd.

## Ontstaan
Volgens de legendes werd de staat Andorra in 805 gesticht door Karel de Grote als dank voor de hulp van de plaatselijke bewoners bij de strijd tegen de Moren. Andorra is de laatste onafhankelijke, nog bestaande staat van de zogenaamde Marca Hispanica (de Spaanse marken), een groep graafschappen die werd gesticht door Karel de Grote als buffer tegen de oprukkende Omajjaden.
Karels kleinzoon Karel de Kale benoemde de graaf van Urgell, Sunier I, tot heer over Andorra. In de inwijdingsakte van Urgell in 839 worden de parochies van Andorra voor de eerste keer vermeld als leengoederen van de graaf van Urgell. Vanaf de 11e eeuw kregen de bisschoppen van Urgell een steeds groter gebied van Andorra in handen. In 1133 werd het grondgebied omgevormd tot een kerkelijke heerlijkheid.
In de elfde eeuw plaatste de bisschop zich onder de bescherming van de heer van Caboet, een Catalaanse edelman, uit schrik voor militaire acties van naburige heersers. Later werd de graaf van Foix door een huwelijk erfgenaam van de heer van Caboet en ontstond er een geschil over Andorra tussen de Franse graaf en de Catalaanse bisschop.

## Tweeherigheid
In de 13e eeuw raakte de geestelijke overheid van Urgell in strijd met het graafschap Foix om de soevereiniteit van Andorra. In 1278 werd het conflict opgelost door het tekenen van een tweeherigheid, die inhield dat Andorra’s soevereiniteit zou worden gedeeld door de Franse graaf van Foix en de bisschop van La Seu d'Urgell, in de Spaanse regio Catalonië. Door dit verdrag kreeg het kleine vorstendom zijn huidige grondgebied en regeringsvorm.
Jaren later ging de titel graaf van Foix over op de koningen van Navarra, en in 1607, onder Hendrik van Navarra (tevens koning Hendrik IV van Frankrijk), werden het Franse staatshoofd en de bisschop van Urgell door middel van een bevelschrift aangesteld als coprinsen van Andorra.
In de periode 1812-13 annexeerde het Franse Rijk Catalonië en verdeelde het in vier departementen. Andorra werd ook bij het Franse Rijk gevoegd en was deel van het district Puigcerdà (departement van Sègre).

## Moderne geschiedenis
In 1933 bezette Frankrijk Andorra, vanwege sociale onrust voor de verkiezingen. Die onrust had te maken met een volksbeweging die de kiesconcessie wilde uitbreiden. Op 12 juli 1934 riep de avonturier Boris Skossyreff zich in Urgell uit tot Boris I, soevereine prins van Andorra, en verklaarde tegelijkertijd de oorlog aan de bisschop van Urgell. Hij werd door de Spaanse autoriteiten op 20 juli gearresteerd en uiteindelijk uit Spanje verdreven. Tussen 1936 en 1940 werd een Frans detachement in Andorra gelegerd om invloeden van de Spaanse Burgeroorlog en Franquistisch Spanje buiten de deur te houden. 
Er bestaat een verhaal dat Andorra in 1948 vrede sloot met Duitsland omdat het in de Eerste Wereldoorlog aan de zijde van de Entente stond, maar over het hoofd zou zijn gezien bij het Verdrag van Versailles en daarom juridisch gezien nog altijd in oorlog zou zijn met Duitsland. Voor dit verhaal zijn echter geen bewijzen gevonden in de stukken van destijds.
Vanwege de relatieve isolatie van het land heeft Andorra’s bestaan zich buiten de hoofdstroom van de Europese geschiedenis afgespeeld, met weinig banden met andere landen. Dit wijkt erg af van Spanje en Frankrijk. Tegenwoordig echter heeft de bloeiende toeristenindustrie, samen met de ontwikkelingen op het gebied van vervoer en communicatie, het land uit zijn isolement gehaald.
Sinds 14 maart 1993 is Andorra een onafhankelijke staat met een eigen grondwet, zonder daadwerkelijk bestuur van de covorsten, die dat in naam echter nog wel zijn.
Tegenwoordig is Andorra op politiek gebied sterk verbonden met de Europese Unie zonder er lid van te zijn. Het gebruikt de euro als betaalmiddel, maar heeft geen eigen munten. Voor de invoering van de euro waren de Franse frank en de Spaanse peseta allebei wettig betaalmiddel. Op 1 juli 2013 kreeg Andorra toestemming van de Europese Unie om zijn eigen euromunten uit te brengen.